# Valserres
Valserres é uma comuna francesa na região administrativa da Provença-Alpes-Costa Azul, no departamento de Altos-Alpes. Estende-se por uma área de 11,92 km². Em 2010 a comuna tinha 271 habitantes (densidade: 22,7 hab./km²).